# Ужин в Эммаусе (Караваджо, Лондон)
«Ужин в Эммаусе» (1601) — картина итальянского художника Караваджо. Хранится в Лондонской Национальной галерее.

## История создания
Картина была написана для римского аристократа и банкира Чириако Маттеи. За работу Караваджо получил 7 января 1602 года 150 крон. Позднее картина была приобретена кардиналом Сципионом Боргезе. В настоящее время на правах аренды она экспонируется в Институте искусств Чикаго, постоянное местонахождение — Национальная галерея в Лондоне.

## Сюжет
О явлении Христа двум ученикам на третий день после Распятия повествует Евангелие от Луки (24:13—32). Эпизод, точнее изображение ужина, кульминационного момента, стало очень популярно в изобразительном искусстве XVII века. Два ученика, направляющиеся из Иерусалима в Эммаус, встречают незнакомца. Тот осведомляется, отчего они печальны. Ученики, удивлённые его кажущимся неведением, рассказывают о событиях последних дней. В ответ незнакомец «…начав от Моисея, из всех пророков изъяснял им сказанное о Нем во всем Писании». Ученики приглашают его разделить с ними вечернюю трапезу. Христос, преломив хлеб и благословив их, наконец был узнан, но тут же «…стал невидим для них».

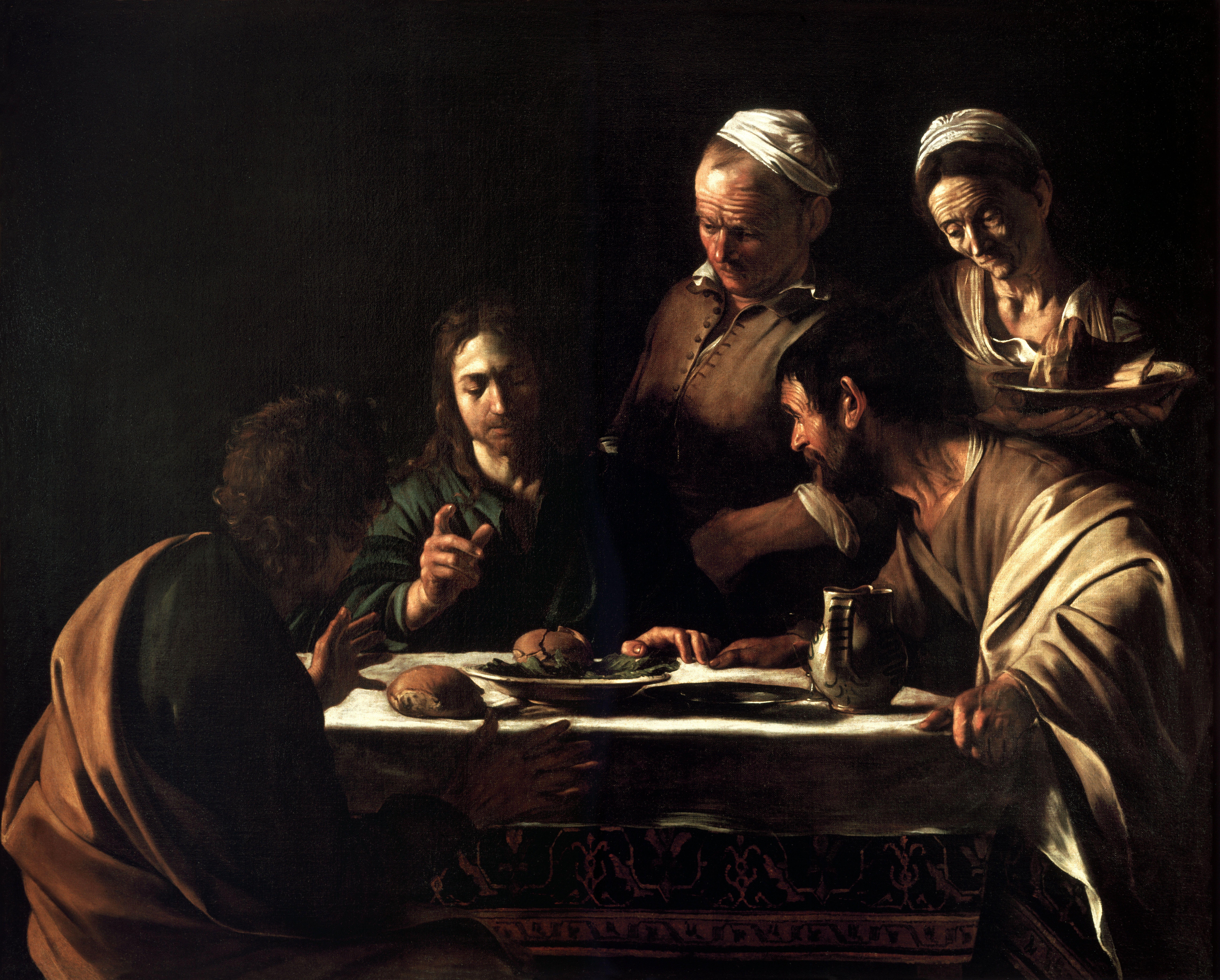
Ужин в Эммаусе, 1606. Пинакотека Брера, Милан.

Два ученика Христа представлены пожилыми мужчинами в поношенном платье. К груди одного из них прикреплена раковина — символ паломника к святым местам. Тот, что сидит в кресле слева, приподнимается: это можно прочитать как призыв мгновенно отвечать на слово Христа. Второй ученик раскинул руки в изумлении — его поза повторяет позу распятого Иисуса (мотив отождествления верующего с Христом).
Ещё один участник — хозяин трактира —, в Евангелии не упомянут, однако он часто изображается на картинах, посвящённых этому сюжету. Он единственный из свидетелей, кто не понимает смысла происходящего.
Согласно Евангелию от Марка (16:12) Иисус «…явился в ином образе двум из них на дороге, когда они шли в селение», вероятно, поэтому он изображён с отступлением от традиционной иконографии, без бороды, с несколько одутловатым, женоподобным лицом, что вызвало нарекания служителей церкви. Стол, покрытый белой скатертью, с хлебом и вином символизирует алтарь. Зрители становятся свидетелями свершения таинства евхаристии. На самом краю стола Караваджо поместил корзину с фруктами, на которых тщательно выписаны червоточины — излюбленный мотив художника, часто появляющийся в его произведениях. Кажется, что она сейчас упадёт: часть её нависает над пустотой. В натюрморте допущен анахронизм — действие происходит в канун Пасхи, когда до сбора урожая далеко, и виноград, гранаты и другие фрукты не могут быть на столе. Сам натюрморт имеет символическое значение. Курица на тарелке истолковывается как символ смерти, хотя не все специалисты придерживаются этой точки зрения. Чёрный виноград также указывает на смерть, тогда как белый — знак Воскресения, гранат — символ Страстей Христовых, изображение яблок воспринимается двояко и как плода благодати и как указание на первородный грех, искупленный кровью Христа. В тени, который отбрасывает корзина на стол усматривают очертания рыбы — одного из символов христианства.
Вторично к этому евангельскому сюжету Караваджо обратился в 1606 году, находясь в изгнании. Вторая версия «Ужина в Эммаусе» в настоящее время хранится в Пинакотеке Брера, Милан. Жесты действующих лиц сдержаны, отсутствуют яркие пятна, стиль художника стал более мрачен. Образ Христа решён менее радикально — теперь он напоминает Христа из «Тайной вечери» Леонардо да Винчи.